# Julie King
Julie O’Toole King (* 21. Oktober 1989 in St. Louis, Missouri) ist eine US-amerikanische Fußballspielerin, die seit der Saison 2018 bei den North Carolina Courage in der National Women’s Soccer League unter Vertrag steht.

## Karriere
King spielte in der Saison 2012 für die Boston Breakers in der WPSL Elite und absolvierte dort 14 Ligaspiele. Anfang 2013 wurde sie von der neugegründeten NWSL-Franchise der Breakers als sogenannter Discovery Player verpflichtet. Ihr Ligadebüt gab King am 27. April 2013 gegen Western New York Flash.